# Караффа-Корбути
Караффа-Корбути (пол. Karaffa-Korbut, рос. Караффа-Корбуты) — давній шляхетний рід герба Корчак.

## Походження
Згідно родинних переказів, Кораффа-Корбути походять з роду венеційських князів, з яких Павло Караффа в XIV столітті переїхав до Польщі на службу до короля Владислава Ягайла, а його нащадки оселились в Литві.

## Відомі представники
- Караффа-Корбут Софія Петрівна (1924—1996) — українська художниця-графік